# 野村瓜州
野村 瓜州（のむら かしゅう、1736年 - 1811年10月28日）は、江戸時代後期の日本の漢詩人、文人、教育家。諱は維民。字は子則。通称は六郎右衛門。雅号は瓜州。

## 略歴・人物
神戸（ごうど、甲州街道の府中宿、現在の東京都府中市宮西町にあたる）にて父の後を受けて旅籠「四人部屋」を営む傍ら、漢学者の野村延陵、国学者の服部仲英について学び、漢詩をよくした。その著に『坦坦草』1巻がある。当時の江戸の文人・趣味人で「四人部屋」の名を知らない者はなかったとされ、瓜州はとりわけ平秩東作、菊池五山、春登上人らと深い交遊があった。後年は「松羅園」という名の塾を開き、子弟の教育に力を注いだ。1811年10月28日病没。法名は観山喜法。墓碑は東京都府中市片町の高安寺にあり、1959年12月11日に同市の史跡に指定された。墓碑の撰文は大田南畝によるもので、碑面には「瓜州先生墓」とあり、碑陰には略伝が詳細に刻まれている。なお、瓜州には実子がなく、養子を迎えて3人の孫（2男1女）がいた。

## 瓜州について書かれた江戸期の文書
瓜州および「四人部屋」について書かれた江戸期の文書としては、菊池五山『五山堂詩話』巻10にある「本田昂斎」の項、三升屋二三治『浮世雑談』下巻第19話、大田南畝『三餐余興』収録「遊玉川記」、大田南畝『調布日記』、春登上人『花水吟草』、村尾正靖『嘉陵紀行』などがある。また、1809年に「四人部屋」を訪れた俳人の富岡有佐は、「花にきて円寝もよしや四人部屋」という句を残している。

## 雅号の由来
一説に、府中にあった幕府の御前栽瓜畑にちなむとされ、幾つかの文献にその旨の記述がある。

## 著作
- 坦坦草
  - 坦坦草の全容は明らかになっていない。篆刻家・本田定弘家所蔵のものは「二十六丁、表裏それぞれ九行の罫のある和紙に一一三編の詩と和歌一首が書かれている」というが、これが全てではないとされる[7]。